# Joseph E. Johnston
Joseph Eggleston Johnston (Farmville, Virginia, 1807. február 3. – Washington, D.C., 1891. március 21.) az Amerikai Egyesült Államok hadseregének tábornoka volt. Kiemelkedő előmenetelt mutatott a mexikói–amerikai háborúban, a szeminol háborúkban és a legmagasabb rangú tisztek egyike volt, aki a Konföderáció oldalára állt az amerikai polgárháborúban. Albert Sidney Johnstonnal a másik konföderációs tábornaggyal csak névrokonságban állt.
Johnston civil mérnöki képesítést szerzett az Egyesült Államok West Point hadiakadémiáján. Floridában, Texas-ban és Kansas-ben teljesített katonai szolgálatot. A Mexikói–amerikai háborúban 1860-ban dandártábornoki rangot ért el és ő lett az Egyesült Államok hadseregének főszállásmestere. Mikor szűkebb hazája, Virginia állam elszakadt, Johnston leszerelt és ő lett az Egyesült Államok hadseregét elhagyó legmagasabb rangú tiszt, aki belépett a konföderációs hadseregbe. Csalódására azonban csak negyedik lett a CSA tábornagyainak rangsorában.
Johnston polgárháborús katonai tevékenységét szüntelenül akadályozta Jefferson Davis elnökkel való konfrontációja, aki gyakran kritizálta agresszivitáshiányáért; így a győzelem legtöbb hadjáratában kicsúszott a kezei közül. Az 1861-es, Manassas mellett kivívott nagy konföderációs győzelemnél ő volt a hadsereg parancsnoka, de a helyzetfelismerést és a vezetési kiválóságot általában beosztottjának, P. G. T. Beauregardnak szokták tulajdonítani. 1862-ben felismerve, hogy a konföderációs fővárost, Richmondot a York-félsziget felől támadás érheti, visszavonta csapatait Manassas alól és a James-félszigeti hadjáratban a George B. McClellan vezérőrnagy vezette uniós túlerőt sikeresen akadályozva újracsoportosította erőit Richmond alatt. 
A Seven Pines-i ütközetben megpróbált ellentámadásba lendülni, de súlyos sebesülést szenvedett és át kellett adnia a parancsnokságot. Utóda egykori West Point-i kadéttársa, Robert E. Lee tábornagy lett. 1863-ban a Nyugati adminisztratív körzet parancsnokaként kritikák kereszttüzébe került Vicksburg elvesztése miatt. 1864-ben William Tecumseh Sherman vezérőrnagy csapatai ellen küzdött az Atlanta hadjáratban, de Georgia állam északnyugati részébe, Atlanta külvárosáig való visszavonulása miatt Davis leváltotta beosztásából. A háború végén Karolinák hadjárata idején újra parancsnokságot kapott egy kisebb erő fölött, melynek élén Bennett Place-nél 1865. április 26-án letette a fegyvert Sherman előtt. Két nagy ellenfele, Ulysses S. Grant és Sherman igen magasra értékelte háborús teljesítményét, mely által elnyerte barátságukat.
A háború után Johnston vasútigazgató lett és biztosítással foglalkozott. Egy ciklus erejéig kongresszusi képviselő lett és Grover Cleveland elnök vasúti felügyelőbiztossá nevezte ki. Barátja, Sherman temetésén egyike volt a koporsóvivőknek. A zord időjárás következtében az idős, nyolcvanadik évén túllépett Johnston tüdőgyulladást kapott, melyben meghalt.

## Ifjúsága
Johnston a virginiai Farmville melletti Cherry Grove-ban épült Longwood House-ban született. A később leégett, majd újraépült házban ma a Longwood University székel. Nagyapja, Peter Johnston Skóciából vándorolt ki 1726-ban az Újvilágba. Joseph Peter Johnston bíró és Valentine Wood hetedik fia volt. Édesanyja Patrick Henry unokahuga volt. Középső nevét Joseph Eggleston őrnagy után nyerte, akivel apja együtt szolgált az Amerikai függetlenségi háborúban Light-Horse Harry Lee parancsnoksága alatt. Bátyja, Charles Clement Johnston kongresszusi képviselő volt és unokaöccse, John Warfield Johnston szenátor volt; mindketten Virginiát képviselték. 1811-ben a Johnston család Abdingtonba költöztek, a tennessee-i határ közelébe, ahol Peter felépítette Panecillonak nevezett otthonát.
John C. Calhoun hadügyminiszterként 1825-ben beajánlotta Johnsont a West Point akadémiára, napokkal azelőtt, hogy alelnökké választották volna. Viszonylag sikeresen végezte tanulmányait és csak kevés fegyelmező büntetést róttak ki rá. 1829-ben diplomázott a 46 kadét közül 13-ként végezve, s így hadnagyi rangot kapott a 4. tüzérezrednél. Ő lett a West Point akadémia első tisztje, aki a reguláris hadsereg kötelékében tábornoki rendfokozatot ért el, túlszárnyalva ezzel Robert E. Lee-t, aki másodikként végzett ugyanabban az évben.

## Az Egyesült Államok hadseregében teljesített szolgálata
Johnston 1837 márciusában leszerelt a hadseregből és mérnöki tanulmányokat folytatott. A második szeminol háború folyamán civil topográfiai mérnök volt William Pope McArthur hajóján. 1838. január 12-én a floridai Jupiterben a partraszállt tengerészeket támadás érte és Johnston azt állította, hogy ruháin nem kevesebb mint 30 golyó ütötte lyuk támadt, valamint egy lövés élete végéig látható sebet ejtett fejbőrén. Miután Floridában civilként több harcot látott, mint korábban tüzértisztként, Johnston elhatározta, hogy újra belép a hadseregbe. 1838 áprilisában Washingtonba utazott és július 7-én a topográfiai mérnökök főhadnagya lett; majd ugyanaznap címzetes századosi rangot kapott a Jupiter öbölnél lezajlott összecsapásért és az Everglades mocsarába vezetett felderítő expedícióért.
1845. július 10-én Johnston és Lydia Mulligan Sims McLane összeházasodott Baltimore-ban. Lydia Louis McLane lánya volt, aki a Baltimore & Ohio vasútvonal elnöke és jelentős delaware-i kongresszusi képviselő és szenátor volt, valamint londoni nagykövet és Andrew Jackson elnök kabinettagja. Nem született gyermekük. 
Johnston lelkesen örült a Mexikói–amerikai háború háború kitörésének. Winfield Scott vezérőrnagy törzsében teljesített szolgálatot Veracruz ostrománál, s ő szólította fel megadásra a tartományi kormányzót Scott nevében. Az előőrssel együtt hatolt a szárazföld belsejébe David E. Twiggs dandártábornok erőivel és felderítés közben súlyos kartácssebet kapott a Cerro Gordói csata előtt. A Cerro Gordó-i ütközetben mutatott bátorságért címzetes alezredesi rangot kapott. A tábori kórházban való lábadozás után Pueblánál tudta utolérni a hadsereget. A Mexico City felé való előretörés közben a regiment of Voltigeurs and Foot Riflemen ezredének parancsnokhelyettese lett. Az egységet könnyűgyalogság és portyázók alkották. A Contreras-i és a Churubuscói csatában kitűnő előmenetelt mutatott, majd ismét megsebesült a Chapultepeci csatában. Utóbbi kettő ütközetért két előléptetést kapott, s a háború végére így az önkéntes hadsereg címzetes ezredeseként érte. A konfliktus végezte után békeidős századosi rangját kapta vissza. Winfield Scott vicces megjegyzése szerint „Johnston óriási katona, de pechjére majdnem minden csatában szokás szerint megsebesül.” Sebesülései ellenére Johnston legnagyobb fájdalma az unokaöccse, Preston Johnston eleste volt a háborúban. Mikor Robert E. Lee-től megtudta, hogy Prestont egy mexikói tüzérségi lövedék Contreras-nál megölte, mindketten könnyeztek és Johnstont egész életében kínozta a gyász.
Johnston mérnökként dolgozott a Texas és az Egyesült Államok által közösen folytatott határfelmérésen 1841-ben, majd ezután a Texas-i adminisztrációs körzet fő topográfiai mérnöke lett 1848-tól 1853-ig. 1850-es évtizedben jelét adta rang és megbecsülés iránti érzékenységének, mikor a hadügyminisztériumnak leveleket küldött. Azt szorgalmazta, hogy a háborúban szerzett ezredesi rangjában helyezzék vissza egy harci alakulathoz. Jefferson Davis hadügyminiszter, Johnston west pointi ismerőse, mint később, a polgárháború folyamán oly sokszor Johnston ellenszenvét kivívva elutasította ezt a gondolatot. Ennek ellenére Davis elég érdemesnek gondolta alezredesi rangra emelni Fort Leavenworthbe, az újonnan létrehozott 1. lovasezredbe helyezve. Parancsnoka 1855. március 1-jén Edwin V. Sumner ezredes lett. Ugyanebben az időben barátja, Robert E. Lee szintén alezredes lett az 5. lovasezredben Albert Sidney Johnston parancsnoksága alatt. Új beosztásában Johnston részt vett a sziú indiánok ellen a Wyoming Territory területén indított műveletben és a Kansas alkotmánya körül kitörő véres háborúskodás megfékezésében. Mentora és közeli barátja lett egyik fiatalabb beosztottjának George B. McClellan századosnak, aki a polgárháborúban egyik legfőbb ellenlábasa lett.

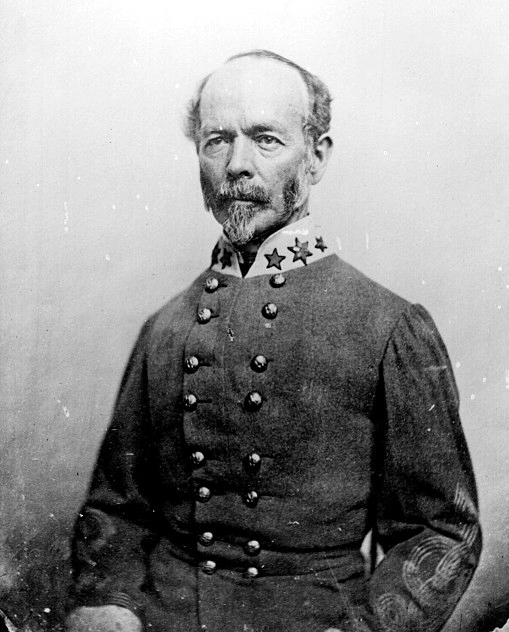
Joseph E Johnston1890 körül.

1856 őszén Johnstont áthelyezték az újoncok állomáshelyére, a Missouri állambeli Jefferson Barracksba. 1857-ben feltáró expedíciót vezetett a Kansas határának megvonása céljából. Ugyanebben az évben új hadügyminiszter, John B. Floyd váltotta fel Jefferson Davist. Floyd Joseph földije volt, szintén Abdingdonból származott, házasság révén rokoni kapcsolatban is állt vele, és Preston Johnston patronálója volt egykor. Floyd megváltoztatta Davis döntését Johnston címzetes rangjáról, így az a Cerro Gordó-i ütközetért ezredesi kinevezést kapott. A kivételező döntés a hadseregben ellenérzést keltett. 1859-ben James Buchanan elnök mexikói nagykövetnek nevezte ki Johnston sógorát, Robert McLane-t, akit Johnston elkísért Benito Juárez kormányával való találkozására Veracruzban. Johnston arra kapott megbízatást, hogy az ország katonai útvonalait vizsgálja meg az ellenségeskedés kiújulása esetére.
Thomas S. Jesup dandártábornok, az Egyesült Államok főszállásmestere 1860. június 10-én meghalt. Winfield Scott vezénylő tábornoknak kellett az utódját megtalálni, ám egy meghatározott személy kiválasztása helyett négy alternatívát ajánlott kinevezésre: Albert Sidney Johnstont, Joseph E. Johnstont, Robert E. Lee-t, és C. F. Smith-t. Jefferson Davis, a szenátus katonai bizottságának tagjaként Albert Sidney Johnstont favorizálta, Floyd hadügyminiszter azonban – talán nem meglepő módon – Joseph E. Johnstont választotta, akit 1860. június 28-án előléptették dandártábornokká. Johnston nem kedvelte a beosztását, mivel adminisztratív papírmunkát jelentett Washingtonban, nem pedig akkoriban jobban becsült harctéri feladatot. A hadsereget az országot megosztó ellentét nyomasztotta, Johnstont pedig az az erkölcsébe ütköző szecesszionista nyomás, hogy a déli országrész számára hasznos hadianyagokat juttasson. Míg ő maga ellenállt ennek a nyomásnak, addig Floydot ezzel harsányan vádolták, noha a bíróság később ártatlannak találta.

## A polgárháborúban

### A manassasi ütközet és a kezdeti nézeteltérések Davis elnökkel
Mikor szűkebb hazája, Virginia 1861-ben elszakadt az Egyesült Államoktól, Johnston lemondott dandártábornoki rangjáról és beosztásáról; ezzel a legmagasabb rangú katona lett, aki az elszakadás miatt kilépett a seregből. A virginiai milíciába vezérőrnagyi rangban lépett be, de 1861. május 4-én az állami konvención úgy döntöttek, hogy Virginiának csak egy vezérőrnagyra van szüksége és Robert E. Lee-re esett a választásuk. Johnstonnak dandártábornoki rangot és beosztást ajánlottak, melyet ő viszont elutasított és május 14-én inkább a Konföderációs hadsereg dandártábornoka lett. Johnston a fontos hadianyaggyárral és vasútvonallal rendelkező Harper's Ferry városának védelmét vette át Thomas J. Jackson ezredestől, akit később Stonewall Jacksonként vonult be a történelembe. Johnston júliusig megszervezte az Army of the Shenandoah-t, vagyis a Shenandoah(-völgyi) hadseregét.
1861. július 21-én az első Bull Runi ütközetben (Konföderációs megjelölés szerint első Manassas-i ütközet) Johnston kis hadseregével gyorsan nyomult előre a Shenandoah-völgyből P. G. T. Beauregard dandártábornok támogatása céljából. A taktikai irányítást és haditervkészítést szakmai udvariasságból átengedte a rangban alatta álló, de kontingensénél jóval nagyobb erők felett parancsnokló Beauregard-nak. Déltájban, mikor Beauregard még mindig nem volt tisztában uniós ellenfeleinek mozgási irányáról Johnston úgy érezte, hogy a döntő pont szállásától, a Lewis háztól északra levő Henry House dombon lesz. Hirtelen bejelentett döntése szerint: „Ott van az ütközet. Indulok.” Beauregard és mindkét tábornok stábja követte útmutatását és ellovagolt. Johnston találkozott a szétszóródott 4. alabamai ezred katonáival, akik összes csapatparancsnokukat elvesztették, és személyesen sorakoztatta fel őket a konföderációs vonal helyreállítására. Lelket öntött a csüggedt Barnard Bee dandártábornokba és újra harcba küldte katonáival. Bee tábornok embereihez intézett buzdító szavai nyomán nyerte Stonewall Jackson a kőfal nevet. Beauregard ezután meggyőzte Johnstont, hogy hasznosabb lenne, ha a beérkező erősítéseket szervezné az ütközet további részében, mintha az első sorokból taktikailag irányítva vezetné az ütközetet. Noha Beauregard ezzel learatta a népszerűség gyümölcseit, Johnston vonalak mögötti szervező szerepe döntő volt a déli győzelemben. A Bull Run-i ütközetet követően Johnston, Beauregard és William Porcher Miles megtervezte a konföderációs hadi lobogót. A lobogó négyzetes alakja Johnston ötlete volt.
1861 augusztusában Johnstont július 4-i hatállyal tábornaggyá léptették elő, de nem szolgált megelégedésére, hogy három olyan ember előzte meg ebben, akiknek ő rangidőse volt a „régi hadseregben”. Johnston úgy érezte, hogy a Konföderáció elnökévé választott Davis érdemtelenül részesítette előnyben Samuel Coopert, Albert Sidney Johnstont és Robert E. Lee-t vele szemben. Az öt tábornagy közül egyedül a Davis által kifejezetten nem kedvelt Beauregard-t előzte meg; a sorrend általánosságban azt tükrözte, hogy Davist egyénileg milyen mértékű barátság fűzte a legmagasabb rangú katonákhoz. Ez tovább mélyítette a szakadékot Johnston és Davis között. Davis érvelése szerint Johnston dandártábornoki rangját az Egyesült Államokban adminisztratív beosztásban szerezte, míg hadszíntéri parancsnokként csak alezredesi rangig vitte, szemben A. S. Johnston és Lee ezredesi rangjával. Johnston türelmetlen hangú levelet küldött Davisnek, aki azt olyan sértésként kezeltek, melynek hangnemét a kabinetjével tárgyaltatta meg.
Johnstont 1861. július 21-én kinevezték a Department of the Potomac (Potomac adminisztratív körzet) és a Potomac hadsereg élére, majd október 22-én a Department of Northern Virginia (Észak-Virginiai adminisztratív körzet) vezetésével is megbízták. 1861 júliusától novemberéig főhadiszállása a manassasi Conner házban volt berendezve. 1861–62 tele viszonylag eseménytelenül telt Johnston számára Centreville-i főhadiszállásán, ahol elsősorban felszerelési és szervezési feladatokkal foglalkozott, ahogy az északiak hasonlóan Potomac hadseregnek nevezett főerejénél McClellan George B. McClellan ugyanezzel töltötte napjait. McClellan úgy tudta, hogy Johnston hadserege óriási létszámfölényben ül erődített állások mögött, mely arra indította, hogy Johnston mögötti partraszállást tervezzen a hátába kerülés céljából. 1862 márciusának elején Johnston tudomást szerzett az északi tervekről, ezért visszavonult Culpeper Court House-ig. A művelet mindkét fél számára elmarasztalást hozott. Davis meglepődött és csalódottan vette tudomásul a „sietős visszavonulást”. Ez idő tájt Johnston hatáskörét csökkentve Robert E. Lee-t kérte fel katonai tanácsadójának és a Johnston alá tartozó egységeknek közvetlen utasításokat kezdett adni, névlegessé téve Johnston parancsnokságát. McClellant a vele szemben ellenséges sajtó lejárató cikkekkel igyekezte hiteltelenné tetti, mikor kiderült, hogy a konföderációs állások közel sem voltak olyan erősek, mint amilyennek ő lefestette. A visszavonulás emellett partraszállási tervének átdolgozására is kényszerítette, Urbanna helyett ezúttal a James-folyó és a York-folyó közti Virginia félszigetet célba véve. Richmond irányában.

### A Virginia-félszigeti hadjárat

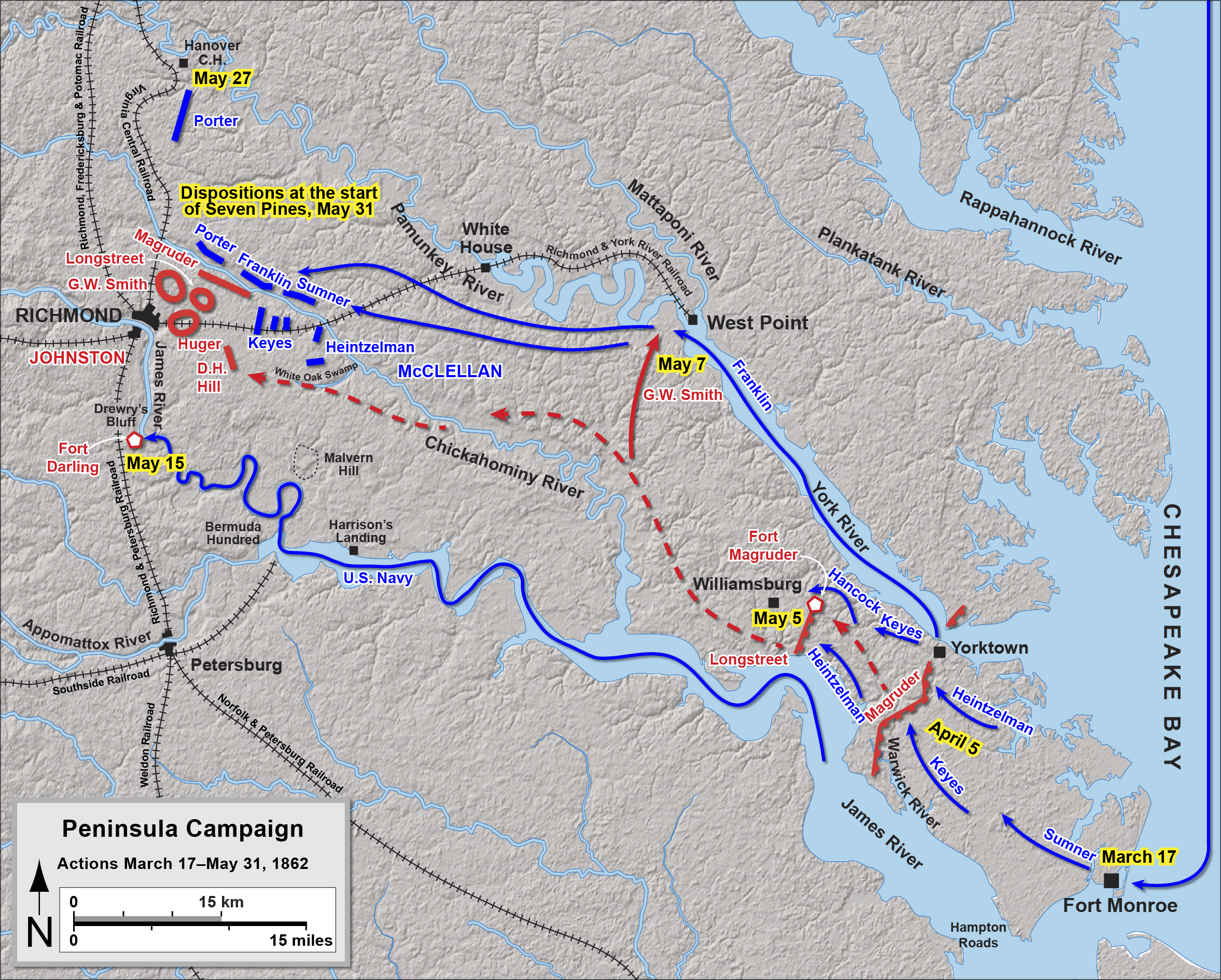
A James-félszigeti hadjárat térképe a Seven Pines-i ütközetig
Konföderáció
Unió

1862 kora áprilisában McClellan partra szállt a Virginia félsziget csúcsán Fort Monroenál és lassan Yorktown városa felé nyomult. Johnston richmondi védelmi terve vitatott. Tudván, hogy hadserege feleakkora mint McClellané és az uniós hadiflotta tüze mindkét folyó felől fedezheti, Johnston megkísérelte meggyőzni Davist és Lee-t, hogy legjobb lenne a főváros körül épített állásokba összevonni az erőket. Nem járván sikerrel az ellenállást a félszigeten volt kénytelen megkezdeni. McClellan hosszas ostromelőkészületeit követően Johnston visszavonult Yorktown alól és május 5-én Williamsburgnél vívott utóvédharcot, majd május 7-én meghiúsított egy partraszállási kísérletet Eltham's Landingnél. Május végére az uniós hadak Richmond hatmérföldes körzetéig haladtak előre.
Az Unió létszámfölényét és nehéz ostromütegeinek előkészületét látva megértette, hogy nem védelmezheti Richmondot örökké. Mikor McClellan minden kockázatot kizáró, lassú előrearaszolás közben hadseregét az esőktől megáradt Chickahominy-folyó kettéválasztotta, 1861. május 31-én a Seven Pines-i ütközetben (Fair Oaks-i, vagy Fair Oaks Stationi ütközetként is ismert) Johnston megtámadta a folyótól délre eső erőket. Támadó szellemű terve túlságosan bonyolultnak bizonyult, hogysem hadosztályparancsnokai sikeresen kivitelezzék. Nem sikerült teljességében részletekbe menően megértetnie velük a feladatot és nem tudta ellenőrizni, hogyan haladnak a kivitelezésével. Az ütközet taktikailag eldöntetlen maradt, de megállította McClellan előrenyomulását annak tetőpontján. Ennél is nagyobb jelentőségűnek bizonyult azonban, hogy a második napon Johnston vállát golyó találta el, s ahogy megingott a nyeregben mellét egy tüzérségi srapnel megsebezte. Az éppen akkor arra járó Davis megfogta a hordágyra fektetett Johnston kezét és sajnálatát nyilvánította. Johnstont nagyon felizgatta, mikor rájött, hogy apja oly nagy becsben tartott kardját és pisztolyait elvesztette és egy hírvivőt szalajtott el értük, hogy megkeresse. A tábornagy nagy megkönnyebbülésre a fegyverek megkerültek; Johnston az egyik pisztolyt a megtalálónak ajándékozta.
Davis a hadsereg parancsnokságát először G. W. Smith-nek ajánlotta fel, aki azonban mentálisan összeroppant a feladat súlya alatt és két nap múlva még a hadseregből is leszerelt. Másnap Davis Robert E. Lee-t kérte fel, aki az Észak-Virginiai hadsereg irányítását a háború teljes hátralevő részében megtartotta. Lee folytatta a Johnston által elkezdett ellentámadást és rövidesen kiemelkedő sikereket ért el. A háború után Johnston egy barátja, Dabney H. Maury volt konföderációs vezérőrnagy azt mondta, hogy sebesülése bajokat hozott a Dél fejére. „Nem, uram!” – válaszolta Johnston önzetlenül. „Az engem leterítő lövés a lehető legjobb, ami a Dél ügyének érdekében történhetett. Mert én semmilyen mértékben nem bírtam kormányunk bizalmát, míg ekkor egy olyan ember került helyemre, aki bírja azt, és ezáltal elérheti, ami nekem sosem sikerülhetett volna: csapataink összevonását a Konföderáció fővárosának védelmében.” Symonds a belátás ritka pillanatának tulajdonítja ezt az önzetlen momentumot, mert Johnston soha nem kapta vissza beosztását ennél a hadseregnél. Ugyanakkor látszik belől, hogy ezt nem harci érdemnek tulajdonította, hanem az adminisztráció bizalmának. Hogy mégis irigyelhette Lee-t, az abból derült ki mikor később értesült a Fredericksburgi ütközet kimeneteléről, melyben Ambrose Burnside vezérőrnagy hadosztályt hadosztály után vezényelt a kőfal által védett állásból tüzelő déliek ellen és eközben súlyos veszteségeket szenvedett. Johnston döbbenten jegyezte meg: „Micsoda szerencséje van egyeseknek. Engem bezzeg soha senki nem fog ilyen állásban megtámadni.”
Pár nappal a sebesülés után Louis T. Wigfall szenátor látogatta meg és felajánlotta kényelmes otthonát Johnstonnak a lábadozás idejére. Johnston elfogadta és erősödő barátságuk ugyanolyan mértékben távolította el Davistől, mivel Wigfall kérlelhetetlen ellenzéke volt Davis kormányának. Johnston hat hónap alatt épült fel sebesüléséből. Ezalatt Wigfall és ellenzéki körének tagjaiba tartozott politikailag, noha aktív szerepet nem vállalt, de öncsalással felérő naivitást tanusított saját szerepével kapcsolatban. Wigfall és köre nyilvánvalóan felhasználta mint jelképet, amiből formailag annyi látszott, hogy hízelegnek Johnstonnak, mennyire elbánt vele a kormányzat.

### A nyugati hadszíntér
Sebeiből való felépülése után 1862. november 24-én Davis kinevezte Johnstont a Department of the West (Nyugati adminisztratív körzet) vezetőjének, mely a nyugati hadszíntér fölött diszponált. Így elméletileg fölérendeltje lett az Army of Tennessee (Tennessee hadsereg) parancsnokának, Braxton Braggnek, valamint John C. Pemberton altábornagynak, aki a Department of Mississippi and East Louisiana-t (Mississippi és Kelet-Louisiana adminisztratív körzete) igazgatta. Formailag ő volt a felelőse Vicksburg felmentésének, de Bragg és Pemberton irányította a két hadsereget, mely ehhez szükséges lett volna. A kettőjük által irányított terület túl nagy volt ahhoz, hogy Johnston ellássa a feladatát és Vicksburgöt felmentő csapatmennyiséget diszlokáljon Mississippibe. A Theophilus H. Holmes altábornagy által vezetett Trans-Mississippi körzetet, mely elsősorban Arkansasban működött Johnston egész működése folyamán egyesíteni szerette volna Pemberton körzetével, de legalábbis Pembertont Holmes alá tartozó csapatokkal megerősíteni. Képtelen volt meggyőzni a kormányt, hogy bármelyik intézkedést meghozza.
A nyugati hadszíntéren Johnston elé kerülő első probléma Braxton Bragg további sorsa volt. A kormány elégedetlen volt Bragg Stones Rivernél nyújtott teljesítményével, s ebben osztoztak Bragg közvetlen beosztottai is. Jefferson Davis utasította Johnstont, hogy utazzon Bragg táborába és állapítsa meg, hogy le kell-e váltani. Johnston ráébredt, hogy ha Bragg leváltását javasolja, akkor saját maga lenne a logikusan következő utóda, és a harctéri csapatparancsnokságot jóval többre értékelte jelenlegi, főként adminisztratív beosztásánál. Ennek ellenére becsületével ellenkezőnek tűnt személyes ambícióját Bragg rovására kielégíteni. Bragg és számos beosztottja meghallgatása után általában véve pozitív jelentést írt és elutasította hadseregparancsnokának felmentését. Davis ekkor Richmondba kérette Bragget és Johnstont bízta meg a vezetés átvételével, ámde Bragg felesége beteg volt és nem tudott volna férjével tartani. Április elején Johnston is ágynak esett a korábbi sebesülésének kiújulásával, a konföderációs közvélemény figyelme pedig elfordult Tennessee-ről és Mississippire, Vicksburg ostromára irányult, így Bragg egyelőre a helyén maradt.

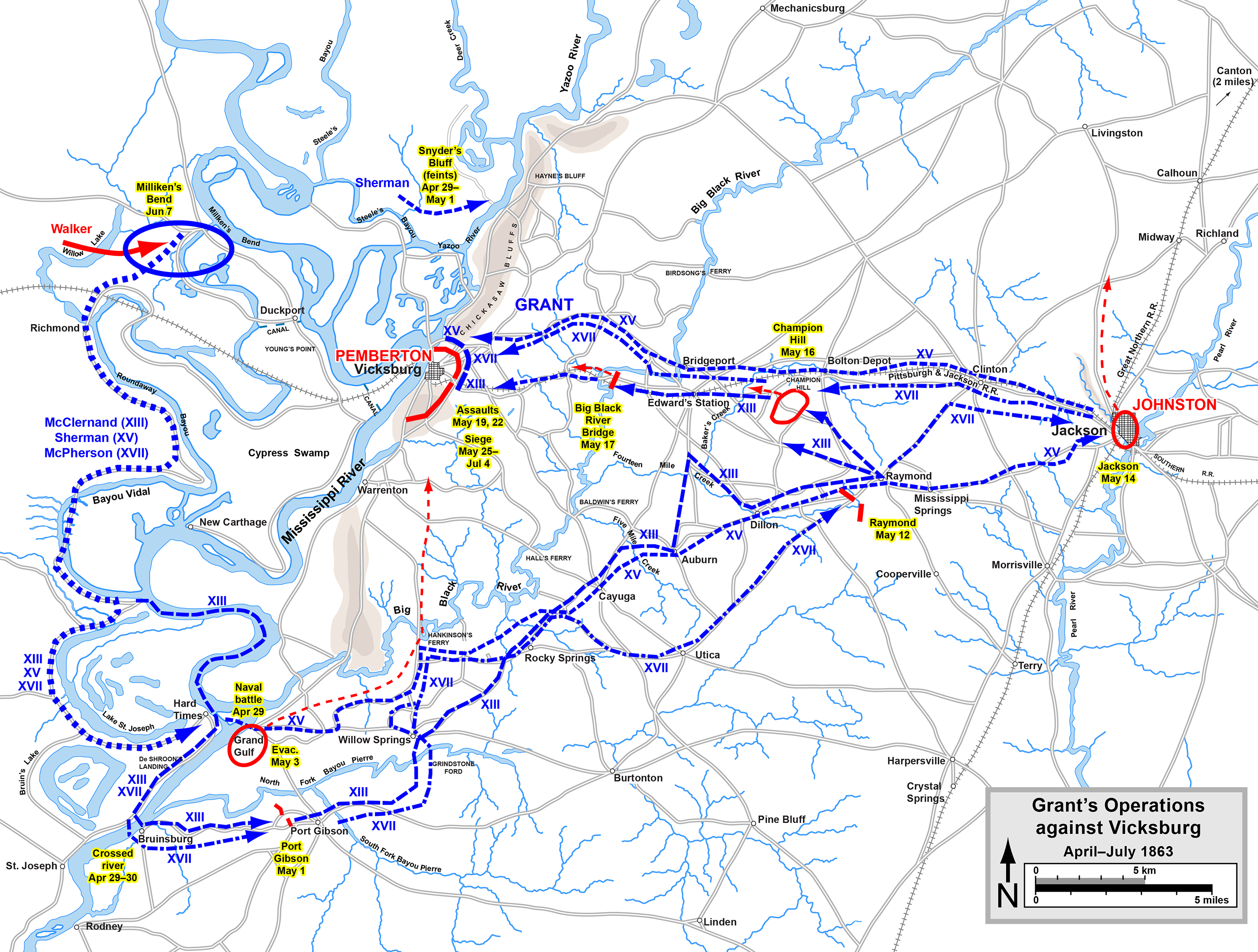
Vickburg hadjárat

Vicksburgnél Johnstonnak komoly fenyegetéssel kellett szembenéznie. Ulysses S. Grant vezérőrnagy először 1862-63 telén indított sikertelen műveletsorozatot az erődvárostól északra. 1863 áprilisában újabb próbálkozást indított a Mississippin lehajózva és a várostól délnyugatra partraszállva. Pemberton altábornagyot meglepve több sikeres ütközetben győzve nyomult Mississippi állam fővárosa, Jackson felé. 1863. május 9-én a konföderációs hadügyminiszter utasítást adott Johnstonnak, hogy „azonnal induljon Mississippibe és vegye át a hadseregek feletti közvetlen parancsnokságot.” Johnston értesítette Richmondot, hogy egészsége továbbra is gyenge, de engedelmeskedett. Május 13-án, mikor Közép-Tennessee-ből Jacksonba érkezett, megtudta, hogy két uniós hadtest közeledik a városhoz, melynek védelmére mindössze kb. 6000 katonával rendelkezik. Johnston május 14-én elrendelte a harcolva való visszavonulást és észak felé elhagyta a várost. Grant elfoglalta Jacksont, majd visszafordult nyugat felé, hogy megközelítse Vicksburgöt.
Johnston nyugat felé tartott, hogy Pembertonnal egyesülhessen, mikor elérte annak a Champion Hill-i ütközetben május 16-án, majd a Big Black River Bridge-i ütközetben május 17-én elszenvedett vereségének híre. Pemberton visszavonult a vicksburgi erősség falai mögé. Johnston sürgette, hogy a bekerítés elkerülése végett adja fel az erődöt és egyesüljön Johnstonnal, hogy létszámfölénybe kerülhessenek, de Davis azt az utasítást küldte, hogy Vicksburg megvédése mindennél fontosabb. Grant két sikertelen rohamot indított az erőd ellen, majd berendezkedett az ostromra. A katonák és civilek körülzárva Johnston apró seregétől várták a felmentést. Május végére Johnstonnak sikerült 24 000 embert összevonnia, de további erősítéseket akart kapni, mielőtt nekiindult volna. Braggtől kért segítséget, aki azonban attól tartott, hogy ez Tennessee teljes elvesztését okozhatja. Davisszel is vitába került, hogy vajon a Mississippi-be vezénylése akként értelmezendő-e, hogy a nyugati hadszíntér parancsnokságáról leváltották. Steven E. Woodworth szerint Johnston Davis beavatkozásaival szembeni ellenállásként „akaratlagosan félreértelmezte” parancsait. Pemberton hadserege 1863. július 4-én letette a fegyvert. Ez Port Hudson bevételével együtt a Mississippi fölötti ellenőrzés teljes elvesztésével és a Konföderáció kettészakadásával járt. Davis a stratégiai vereséget kényszeredetten a „belül fennálló ellátmányhiánynak és a kívül tartózkodó, harcolni nem akaró tábornoknak” tulajdonította. 
Davis és Johnston viszonya a háború első napjaitól terhelt volt, ekkor pedig végképp összevesztek és a nyilvánosság előtt Vickburg elvesztéséért viselt felelősséggel vádolták egymást. Davis Johnston elbocsátását fontolgatta, de ő továbbra is népszerű volt a tisztek körében és sok politikai szövetségese volt Richmondban, akik közül a legjelentősebb Louis T. Wigfall szenátor volt. Végül Bragg hadseregét kivonták Johnston fennhatósága alól, mely így már csak Alabamára és Mississippi-re korlátozódott.
Vicksburg ostromával párhuzamosan William S. Rosecrans vezérőrnagy Tennessee-ben szorította vissza Bragget, aki feladta Chattanoogát. A keleti hadszíntérről átvezényelt első hadtesttel megerősített Bragg szeptember 19-20-án jelentős győzelmet aratott Rosecrans ellen a Chickamaugai ütközetben, de győzelmét nem tudta kihasználni, hanem Chattanooga hosszadalmas visszavételébe bonyolódva addig vesztegette az időt, amíg a nyugati hadszíntér parancsnokságát átvevő Ulysses S. Grant a Chattanooga hadjárat végén novemberben döntő vereséget mért rá. Bragg átadta a Tennessee hadsereg parancsnokságát William J. Hardee-nak, rangidős hadtestparancsnokának és Richmondba utazott, ahol az elnök katonai tanácsadójává buktatták. Davis hivatalosan is felkérte Hardee-t, de az elutasította a kinevezést. Ezután P. G. T. Beauregard is szóba jött, de Davis viszonya legalább olyan rossz volt vele, mint Johnstonnal, Lee pedig nem akarta elhagyni a fontosabb színtérnek tekintett Virginiát, és Beauregard-t ajánlotta, de Davis kényelmetlenségét látva inkább Johnstont javasolta. Így aztán hosszas nyűglődés után 1863. december 27-én a georgiai Daltonban Davis kinevezte Johnstont a Tennessee hadsereg parancsnokává.

### Az Atlanta hadjárat

A Daltontól a Kennesaw hegységig tartó Atlanta hadjárat (1864. május 7-szeptember 2.

1864 tavaszán William T. Sherman vezérőrnagy uniós csapataival szembenézve Johnston az Atlanta felé való előrenyomulást a Virginia félszigeti taktikájához hasonlóan állandó visszavonulással és a hibázásra várás stratégiájával lassította. Erős védelmi állásokat építtetett ki, melyeket azonban Sherman hozzáértően támadott oldalba, miáltal egymás után elhagyásukra és visszavonulásra kényszerült Atlanta irányában. Johnston hadseregének megőrzését legfontosabb feladatának tekintette, ezért nagyon óvatosan járt el. Csapatait jól irányította és az uniós előrenyomulást lelassítva nagyobb veszteségeket okozott, mint amelyeket elszenvedett. Azonban felesége sürgetése ellenére sem volt hajlandó betekintést adóan informálni az elnököt a hadsereg helyzetéről.
Sherman május 4-én indította meg az Atlanta hadjáratot. Johnston Tennessee hadserege először Dalton mellett bocsátkoztak harcba, melyet május 13-án feladtak és kb. húsz km-t visszavonulva Resacában építettek ki állásokat. Ám egy rövid resacai összecsapás után Johnston ismét meghajolt Sherman ereje előtt és május 15-én visszavonult. Legközelebb Cassville mellett az Adairsville-i ütközetben csaptak össze, mikor az előrenyomuló Johnston jobb szárnyán váratlanul ismeretlen erejű csapatok tűntek fel. A lövések John Bell Hood altábornagyot megállásra és átrendeződésre késztették, hogy szembenézhessen a veszéllyel. Johnston leállította a támadást és ismét visszavonult. Május 20-án további 13 km-t vonultak vissza Cartersville-ig. 1864 májusának végén Sherman taktikát változtatott és vasúti ellátóbázisát maga mögött hagyva nyugat felől, Georgia sűrű erdőségén keresztül kísérelt meg a Tennessee hadsereg mögé kerülni. Johnston észlelve a próbálkozást a kedvező terepen erős védelmet alakított ki, így a támadás leragadt. Május 25-én vívták a New Hope Church-i ütközetet, 27-én a Pickett's Milli ütközetet és 28-án a Dallas-i ütközetet, melyekben a döntést nem sikerült kierőszakolni.
Mivel az áttörés nem sikerült, júniusban Sherman kelet felé kerülve Ackworthnél visszatért a vasútvonalhoz és annak mentén próbált Atlanta közelébe férkőzni. Johnston ezt is előrelátta és John Bell Hood hadosztályát ide irányította. Hood a Kolb's farmi ütközetben június 22-én saját elhatározásából támadott, melyet John M. Schofield és Joseph Hooker hadtestei véresen visszavertek. Ezt követően június 27-én Sherman frontális támadásba lendült a Kennesaw hegyi ütközetben. Johnston erős védelmi vonalán azonban a próbálkozás véres kudarcba fulladt. Sherman több szemtől-szembe rohammal nem kísérletezett a háború folyamán. Az uniós csapatok ekkor már alig 30 km-re voltak Atlantától északnyugatra. Johnston két hónap alatt több mint 180 km-t vonult vissza hegyes, tehát könnyebben védhető terepen és a konföderációs kormány egyre ingerültebb és riadtabb lett. Mikor Johnston átkelt az Atlanta előtti utolsó nagy védővonalon, a Chattahooche folyón, Davis elvesztette türelmét.
Július elején Davis Braxton Bragget küldte Atlantába a helyzet felmérésére. Helyi civil vezetőkkel és Johnston beosztott tisztjeivel való több találkozás után Bragg visszatért Richmondba és Johnston leváltására sürgette Davist. Davis 1864. július 17-én elmozdította Johnstont, mikor már Atlanta külvárosában volt. „Atlanta sorsa konföderációs szempontból teljes egészében Johnstonon múlt.” Utóda, John Bell Hood altábornagy „szinte lehetetlen helyzetet” örökölt Atlanta védelmében, melyet szeptemberben feladni kényszerült. Johnston leváltása a háború egyik legvitatottabb döntése.

### Észak-Karolina és a Bennett Place-i fegyverletétel

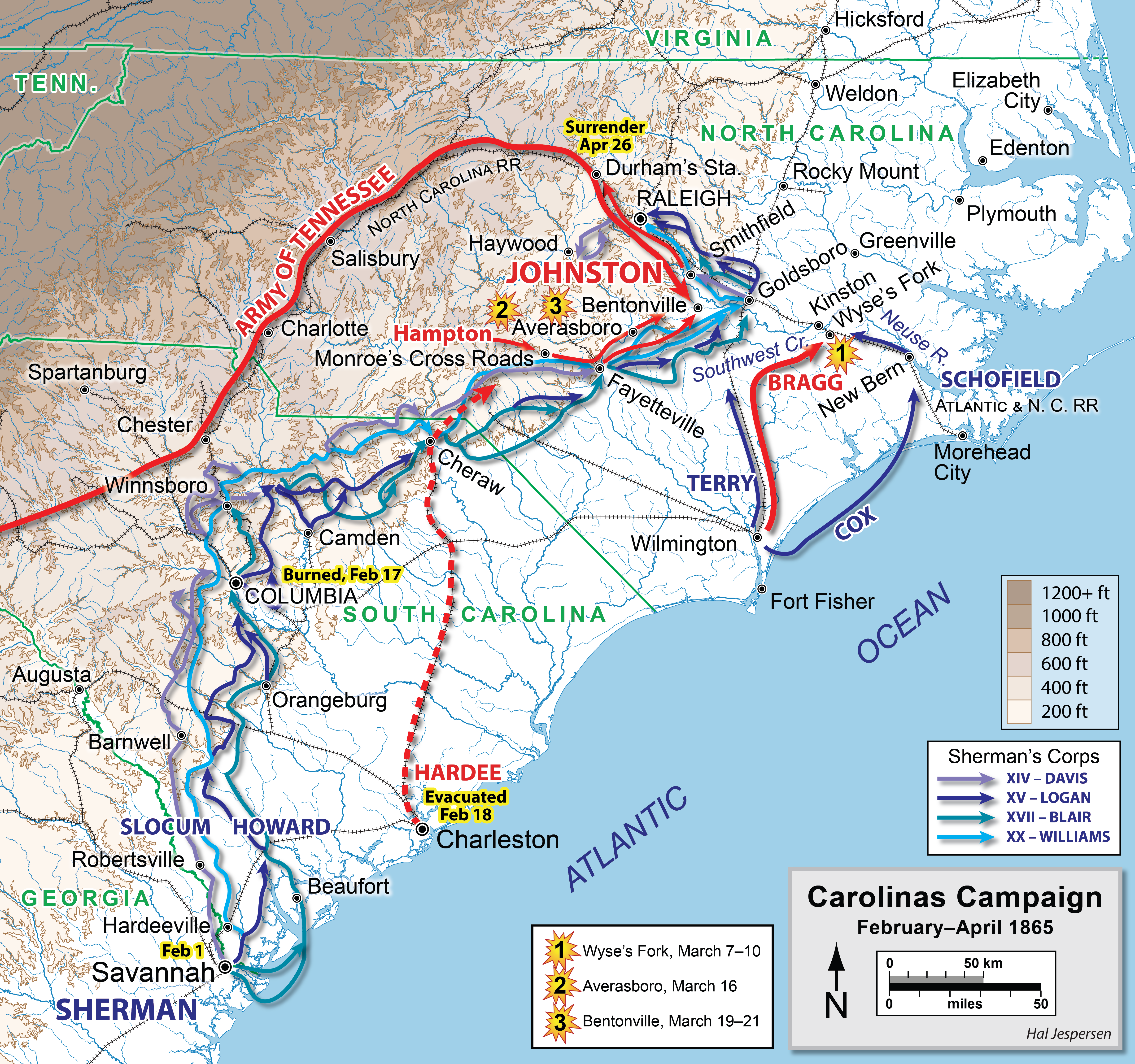
A Karolinák hadjárat

Johnston a dél-karolinai Columbiába utazott gyakorlatilag nyugalomba vonulva. A Konföderációt egyre jobban aggasztotta Sherman Georgián keresztülhatoló inváziója a tengerpart irányában, és a közvélemény Johnston reaktiválását követelte. A nyugati hadszíntér adminisztratív parancsnoka, Beauregard nem sokat tudott tenni az uniós erők ellen. Davis politikai ellenfelei, mint például Louis T. Wigfall szenátor a Kongresszusban agitált Johnston érdekében. Mary Chesnut naplója szerint: „Azt hittük ez függetlenségi háború. Most úgy tűnik, hogy csak Joe Johnston és Jeff Davis háborúja.” 1865 januárjában a Kongresszus törvényben hatalmazta fel Lee-t vezénylő tábornoki hatáskörrel és ajánlást fogalmazott meg, hogy Johnstont ismét nevezzék ki a Tennessee hadsereg parancsnokának. Davis rögtön kinevezte Lee-t, de Johnston kinevezését megtagadta. Egy hosszú, de nyilvánosságra nem hozott memorandumban Davis azt írta: „Véleményem Johnston tábornagy parancsnokságra való alkalmatlanságáról lassan és akaratomat leküzdve érlelődött oly szilárd meggyőződéssé, hogy mostanra lehetetlenné vált újra bizalmat éreznem hadseregparancsnoki működését illetően.” Alexander Stephens alelnök és 17 szenátor petíciót intézett Lee-hez, hogy új hatáskörében Davist felülbírálva nevezze ki Johnstont, de Lee jól tudta, hogy Davis bizalmának bírása érdekében erről szó sem lehet, így ezt elutasította. Ehelyett csak javasolta a kinevezést Davisnek.
Súlyos kifogásai ellenére Davis 1865. február 25-én reaktiválta Johnstont. Új hatásköre két körzetet foglalt magába: a Dél-Karolina, Georgia, és Florida, valamint Észak-Karolina és Dél-Virginia adminisztratív körzetét, utóbbit március 6-án vette át. Ezek három konföderációs hadsereget helyeztek felügyelete alá, köztük az egykor tekintélyes Tennessee hadsereg romjait, de ezek már csak nevükben voltak hadseregek. A Tennessee hadsereg ellátmány és lőszer nélkül súlyos vereségeket szenvedett Franklinnél és Nashville-nél és a katonákat hónapok óta nem fizették. Közülük csak kb. 6600 utazott Dél-Karolinába. Johnston alá tartozott William J. Hardee altábornagy kb. 12 000 katonája, akik sikertelenül próbálták megakadályozni Sherman előrehaladását, Braxton Bragg kisebb csapatteste, mely az utolsóként eleső kikötőt Wilmingtont védte és Wade Hampton kb. 6000 fős lovassága.
A súlyos létszámhátrányban levő délieket Johnston Lee hadseregével akarta összevonni és közösen megverni Shermant, majd ezután felvenni a harcot Grant Potomac hadseregével. Lee kezdetben elutasította ezt a tervet. Később, Richmond eleste után Lee a tervet magáévá téve Észak-Karolinába akart visszavonulni, hogy Johnstonnal egyesülhessen, de akkor már késő volt. Sherman gyors haladását látva Johnston saját erői rendezése után Sherman egyik elszigetelt részegységére akart csapást mérni, mely két külön oszlopban haladt. 1865. március 19-én Johnston sikerrel meglepte Sherman balszárnyát a Bentonville-i ütközetben és taktikai sikereket ért el, mielőtt a túlerő meghátrálásra és Raleigh-be való visszavonulásra kényszerítette volna. Mivel az állam fővárosát nem tudta megvédeni, Johnston Greensboró-ba hátrált.

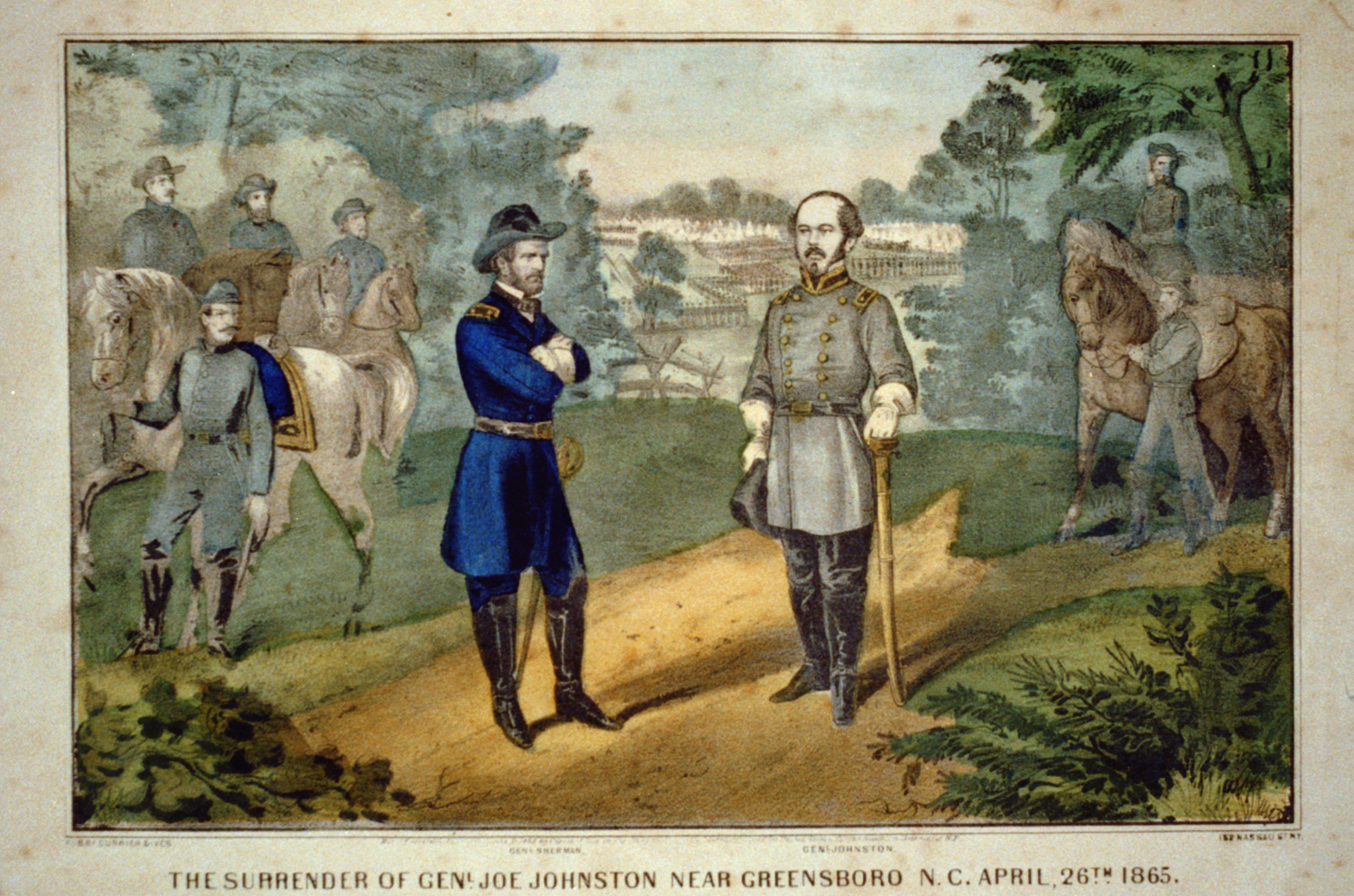
Joseph Johnston tábornagy fegyverletétele – Currier & Ives litográfia

Lee aprilis 9-i appomattoxi fegyverletételét megtudva, Johnston találkozóban egyezett meg Shermannel a vonalak között fekvő aprócska farm, Bennett Place mellett, mely a mai Durham közelébe van. Az április 17-én, 18-án és 26-án lezajlott három tárgyalási forduló után Johnston és a Tennessee hadsereg, valamint minden más még fegyverben levő észak-karolinai, dél-karolinai, georgiai és floridai fegyveres erő megadta magát. 89 270 katonát érintve ez volt a háború szám szerinti legnagyobb fegyverletétele. A Richmondból elmenekült Davis szerint Johnston olyan haderőket is feladott, melyeket nem ért katonai vereség, s ezzel árulást követett el. Johnstont 1865. május 2-án Greensboro-ban kegyelemben részesítették.
A megadás után Sherman tíznapi készleteket osztott ki az éhes déli katonák között, és leromlott állapotú lovakat és öszvéreket vihettek haza, hogy „a termést learathassák”. A déli lakosságot kukoricával, liszttel és ételekkel támogatta. Ezt a nagylelkűséget Johnston sosem felejtette el. Shermannek írt levelében úgy fogalmazott, hogy ez a hozzáállás „megbékít azzal a gondolattal, hogy életre szóló csapás volt Önnel találkoznom a harcmezőn”. Johnston ezzel arra célzott, hogy Sherman (és más frontokon Grant, valamint Sheridan) a háborút a civil lakosság elűzésével, az általuk érintett vidék teljes elpusztításával, felperzselt föld taktikával olyan fokú brutalitással folytatta, amely az egész Dél szerte a 21. századig életben levő gyűlöletet keltett irántuk.

## A háború utáni életútja

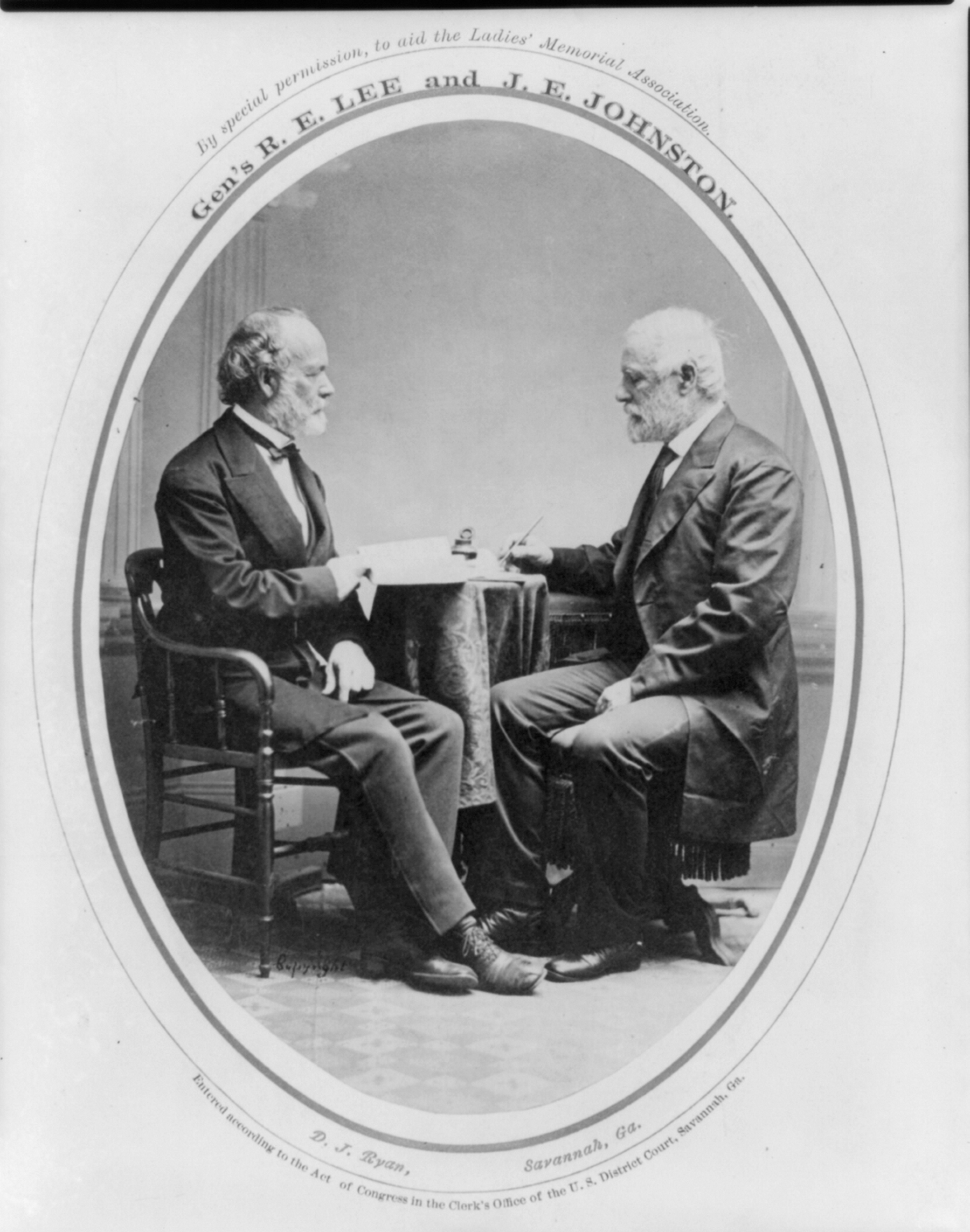
Joseph E. Johnston és Robert E. Lee 1869–70-ben.

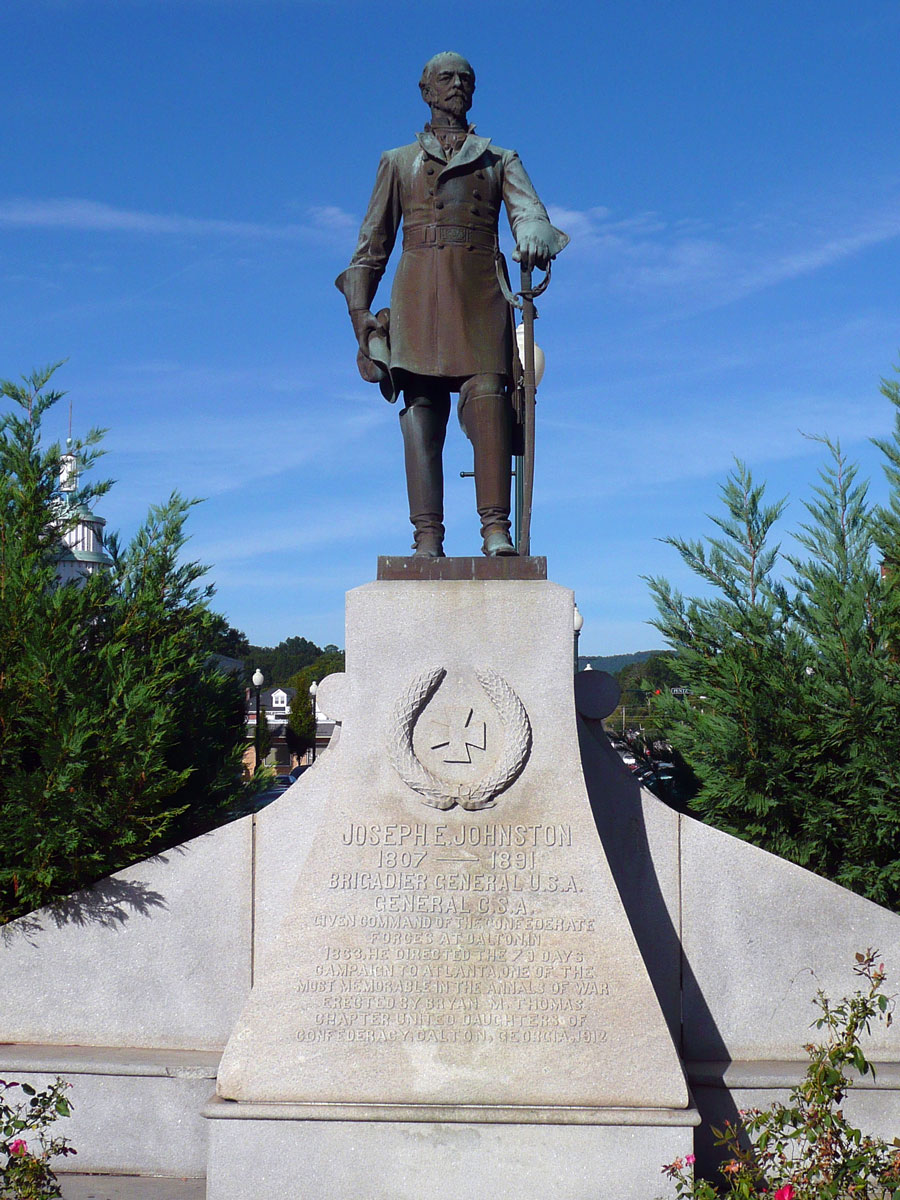
Johnston szobra a georgiai Daltonban, ahol átvette a Tennessee hadsereg parancsnokságát.

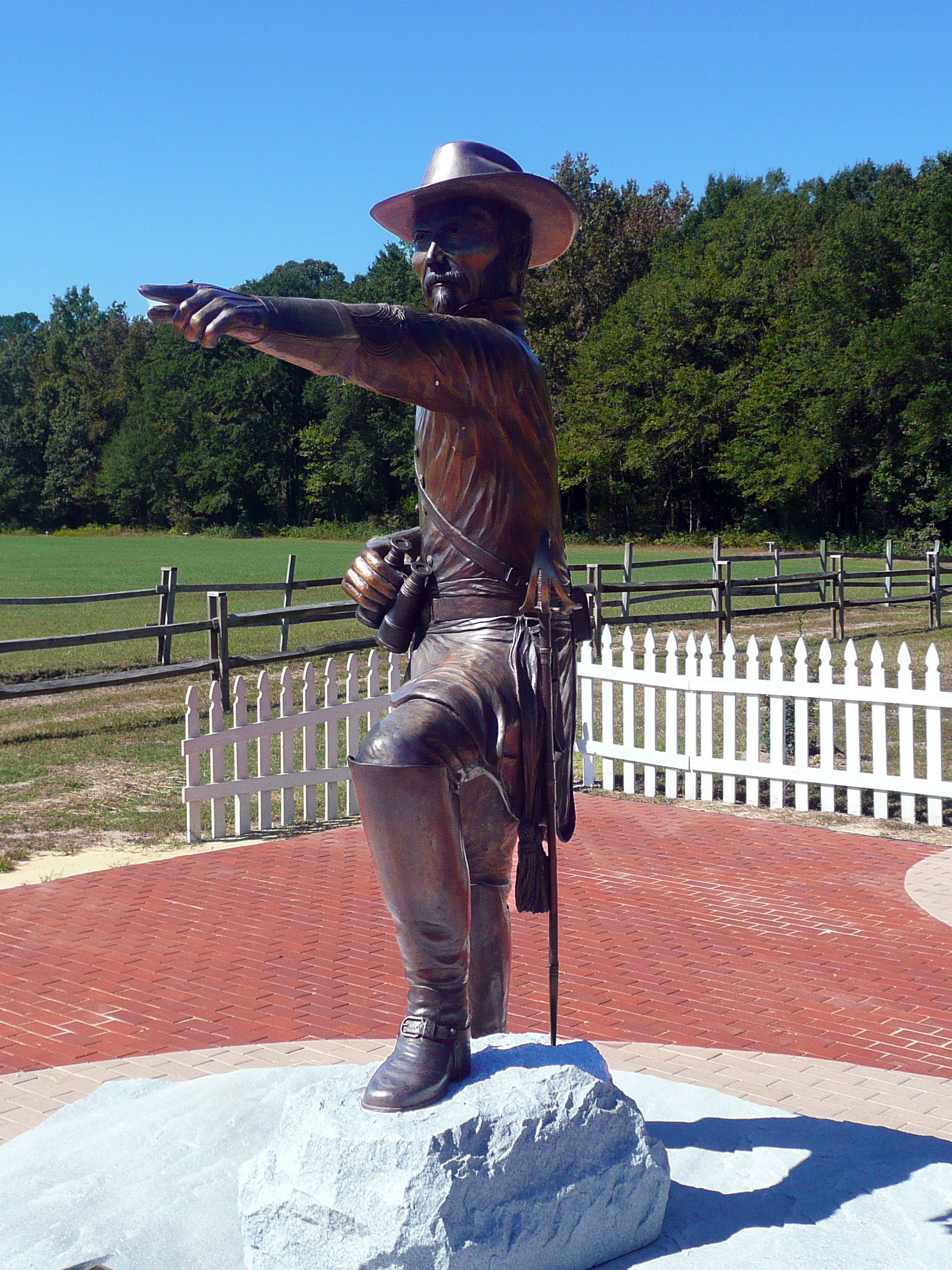
Johnston szobra az észak-karolinai Bentonville-ben.

A háború után Johnston kezdetben nehezen tudta saját és beteg felesége anyagi helyzetét biztosítani. 1866 májusa és 1867 novembere között az Alabama & Tennessee-folyó vasútvonal elnöke lett. Ezt a kis vonalacskát később a Selma, Rome és Dalton vonalra nevezték át. Johnstont untatta az állás és a cég tőkehiánytól szenvedett. 1868-ban biztosítási céget nyitott a georgiai Savannah-ban. Cége a Liverpool and London and Globe biztosítási vállalat ügynökeként dolgozott, és négy éven belül 120 ügynök képezte hálózatot hozott létre az alsó déli államokban. Ennek jövedelme által lehetővé vált, hogy memoárját megírva részt vegyen a polgárháború történetének feldolgozásában. „Narrative of Military Operations” c. könyvét 1874-ben adták ki, és igen sokat kritizálta benne Davis-t, valamint más tábornoktársait. Továbbra sem tudta túltenni magát a tábornagyok rangidősségi sorrendjén és megpróbálta a túlóvatoskodó taktikus skatulyájába kerülését igazolni. Könyvét kevesen vásárolták meg és kiadójának nem termelt hasznot.
Noha sok konföderációs tábornok elítélte Johnstont, Sherman és Grant memoárjai kedvező színben tüntették fel. Ezek valószínűleg a háború utáni jó és rossz viszony termékei. Sherman „veszélyes és ravasz ellenfél”-ként jellemezte, valamint Johnston ősellenségeit, Hoodot és Davis-t kritizálta. Grant egyetértett vele, hogy Johnston nem támadta meg Vicksburg ostroma alatt: „Johnston felmérte a helyzetet és úgy gondolom bölcsen tartózkodott az ellenünk való támadástól, mivel csak a veszteségeket növelte volna mindkét oldalon, de eredményt nem ér el.” Az Atlanta-hadjárattal kapcsolatban Grant azt írta: „A magam részéről úgy vélem Johnston taktikája helyes volt. Amely taktika a végül szükségesnek bizonyulón túl egy évvel meghosszabbította volna a háborút, mely oly mértékben kimerítette volna Északot, hogy hogy valószínűleg feladják a küzdelmet és beleegyeznek a tárgyalásos rendezésbe.” Gary W. Gallagher történész ezzel szemben azt állítja, hogy Johnston alkalmatlan volt hadseregparancsnoknak és kizárólag visszavonulásra futotta a repertoárjából, így éppen a háború meghosszabbítására volt képtelen.
Johnston 1876-77 telén Savannah-ból Richmondba költözött és 1879-től 1881-ig demokrata párti képviselőként vett részt a 46. Kongresszus munkájában. 58,11%-os többséggel választották meg William W. Newmannel szemben, de 1880-ban nem jelöltette újra magát. Grover Cleveland elnöksége idején vasútfelügyelői állást kapott az adminisztrációtól. Felesége 1887-ben meghalt, Johnston pedig hátralevő idejét veteránok gyülekezeteire járva töltötte, ahol egyhangúlag ünnepelték. A Sons of the American Revolution (az Amerikai Forradalom Fiai társasága) fővárosi fiókszervezete tiszteletbeli tagjának választotta és az 1963-as tagsági könyvet adta neki.
Lee-hez hasonlóan Johnston sem felejtette el Sherman vele és katonáival, illetve a déli néppel szemben tanúsított háború utáni nagylelkűségét és nem tűrte, hogy jelenlétében sértegessék. Sherman és Johnston gyakran váltottak leveleket és találkoztak baráti vacsorákon Washingtonban, mikor Johnston éppen arrafelé járt. Sherman halálakor Johnston egyik tiszteletbeli koporsóvivője lett a temetésen, melyet 1891. február 19-én tartottak New York City-ben. A nagy hidegben és esőben kalapját levéve fejezte ki tiszteletét. Az öreg tábornokot figyelmeztették, hogy egészségének ez nem tesz jót, mire Johnston azt felelte: „Ha engem temetnének és ő állna a helyemben, nem tenné fel a kalapját.” Johnston aznap súlyosan megfázott, tüdőgyulladást kapott és pár héttel később maga is meghalt Washingtonban. Felesége mellé temették a Green Mount Cemetery temetőjében Baltimore-ban. Személyes levelezését az Earl Gregg Swem Library könyvtárja különleges gyűjteményének kutatórészlege kezeli a College of William & Mary főiskolán.

## Emlékezete
A georgiai Daltonban 1912-ben felállították magas talapzaton álló köztéri emlékművét. 2010. március 20-án az észak-karolinai Bentonville-ben felállították kevésbé jelentékeny bronzszobrát. A második világháborúban az Egyesült Államok haditengerészete tisztelete jeléül a Liberty Ship szállítóhajók egyikét Johnstonról nevezte el.

## Szerepe az irodalomban
- A Robert Skimin által 1988-ban írt párhuzamos történelmet alkotó regény, a Gray Victory (Szürke győzelem) lapjain Johnstont nem váltják le az Atlanta-hadjárat folyamán.
- Johnston jelentős szerepet játszik Jeffrey Evan Brooks alternatív történelemben játszódó Shattered Nation: An Alternate History Novel of the American Civil War c. regényben.
- Szintén egy képzelt történelmi novella Harry Turtledove Counting Up, Counting Down c. novelláskötetében a Must and Shall c. írás. Ebben Johnstont Davisszel, Lee-vel és más konföderációs vezetőkkel együtt felakasztják a polgárháború végén, melynek Nagy Lázadás lesz a neve.

## Fordítás
- Ez a szócikk részben vagy egészben  a   Joseph E. Johnston című angol Wikipédia-szócikk ezen változatának fordításán alapul.  Az eredeti cikk szerkesztőit annak laptörténete sorolja fel. Ez a jelzés csupán a megfogalmazás eredetét és a szerzői jogokat jelzi, nem szolgál a cikkben szereplő információk forrásmegjelöléseként.

## További irodalom
- Connelly, Thomas L. Autumn of Glory: The Army of Tennessee 1862–1865. Baton Rouge: Louisiana State University Press, 1971. ISBN 0-8071-2738-8
- Downs, Alan. "'The Responsibility Is Great': Joseph E. Johnston and the War in Virginia." In Civil War Generals in Defeat, edited by Steven E. Woodworth. Lawrence: University Press of Kansas, 1999. ISBN 0-7006-0943-1
- Govan, Gilbert E., and James W. Livingood. A Different Valor: The Story of General Joseph E. Johnston C.S.A.. Indianapolis: Bobbs-Merrill, 1956. ISBN 978-0-8371-7012-1
- Hood, Stephen M. John Bell Hood: The Rise, Fall, and Resurrection of a Confederate General. El Dorado Hills, CA: Savas Beatie, 2013. ISBN 978-1-61121-140-5
- Hughes, Robert M. General Johnston. Great Commanders. New York: D. Appleton & Co., 1893. OCLC 869760
- Johnson, Bradley T. A Memoir of the Life and Public Service of Joseph E. Johnston. Baltimore: Woodward, 1891. OCLC 25524368
- Johnston, Joseph E. Narrative of Military Operations: Directed, During the Late War between the States. New York: D. Appleton & Co., 1874. OCLC 444839
- Newton, Steven H. Joseph E. Johnston and the Defense of Richmond. Lawrence: University Press of Kansas, 1998. ISBN 978-0-7006-0921-5